# Coven (hudební skupina)
Coven byla americká rocková skupina, která vznikla roku 1967 v Chicagu. Založili ji zpěvačka s operním vzděláním Esther Dawsonová zvaná „Jinx“, kytarista Steve Ross a baskytarista Mike „Oz“ Osborne (není příbuzný s Ozzy Osbournem). Největším hitem v existenci skupiny byla cover verze protiválečné písně kanadské skupiny Original Caste „One Tin Soldier“, použitá roku 1971 ve filmu Toma Laughlina Billy Jack, která se umístila na 40. místě singlové hitparády Billboard Hot 100. Skupina se pojmenovala podle výrazu coven, označujícího v novopohanství společenství vyznavačů. Image skupiny využívala prvky čarodějnictví a satanismu, její první album obsahovalo nahrávku černé mše. Hudební projev Coven zahrnoval psychedelický rock, progresivní rock a folk rock, jejich stylizace využívající okultní prvky však ovlivnila, podobně jako Arthur Brown, i heavy metal a gothic rock. Coven například při svých vystoupeních jako první použili gesto známé jako metalový paroháč. Skupina ukončila činnost v roce 1975, v roce 2007 se část členů znovu sešla, vydala desku sestavenou z dosud nevydaných archivních nahrávek a odehrála několik koncertů.

## Diskografie
- 1969 – Witchcraft Destroys Minds & Reaps Souls
- 1972 – Coven
- 1974 – Blood on the Snow
- 2008 – Metal Goth Queen - Out of the Vault